# Tarasivka, Oleksandria
Tarasivka (în ucraineană Тарасівка) este un sat în comuna Mîhailivka din raionul Oleksandria, regiunea Kirovohrad, Ucraina.

## Demografie
Componența lingvistică a localității Tarasivka
     Ucraineană (93,46%)
     Rusă (4,21%)
     Alte limbi (0,47%)
Conform recensământului din 2001, majoritatea populației localității Tarasivka era vorbitoare de ucraineană (93,46%), existând în minoritate și vorbitori de rusă (4,21%) și armeană (1,87%).